# Copa Votorantim de 2015
A Copa Votorantim de 2015, então denominada como Copa Brasil Infantil, foi a 20.ª edição deste evento esportivo, um torneio nacional de futebol masculino sub-15 organizado pela Prefeitura de Votorantim.
O torneio compreendeu quatro distintas fases e envolveu a participação de um total de 16 clubes, ocorrendo no período de 15 a 25 de janeiro. A fase inicial consistiu na divisão dos participantes em quatro grupos, nos quais os clubes enfrentaram seus oponentes da mesma chave em partidas de turno único. Nas fases subsequentes, a determinação dos avançados para a fase seguinte baseou-se no resultado de partidas únicas, culminando na redução progressiva do número de clubes a cada fase até a disputa da final. 
O título da edição foi conquistado pelo Flamengo, que venceu a decisão contra o Grêmio pelo placar mínimo. Este triunfo marcou o primeiro título na história do clube neste torneio.

## Formato e participantes
Assim como nas edições anteriores, a edição de 2015 contou com 16 clubes, divididos em quatro grupos. Após três rodadas, os líderes e os segundos colocados de cada grupo avançaram para as quartas de final. A partir dessa fase, o torneio adotou um sistema de eliminação direta até a decisão.
| Federação         | Equipe                | Títulos                     | Ref.  |
| ----------------- | --------------------- | --------------------------- | ----- |
| Bahia             | Bahia                 | —                           | [ 5 ] |
| Bahia             | Vitória               | 1 (2000)                    | [ 5 ] |
| Minas Gerais      | Atlético Mineiro      | —                           | [ 5 ] |
| Minas Gerais      | Cruzeiro              | 3 (2002, 2005 e 2006)       | [ 5 ] |
| Paraná            | Coritiba              | 1 (2012)                    | [ 5 ] |
| Pernambuco        | Sport                 | —                           | [ 5 ] |
| Rio de Janeiro    | Botafogo              | —                           | [ 5 ] |
| Rio de Janeiro    | Flamengo              | —                           | [ 5 ] |
| Rio Grande do Sul | Grêmio                | 2 (2008 e 2010)             | [ 5 ] |
| Rio Grande do Sul | Internacional         | 2 (2009 e 2011)             | [ 5 ] |
| Santa Catarina    | Figueirense           | —                           | [ 5 ] |
| São Paulo         | Corinthians           | 2 (2003 e 2004)             | [ 5 ] |
| São Paulo         | Palmeiras             | —                           | [ 5 ] |
| São Paulo         | Santos                | —                           | [ 5 ] |
| São Paulo         | São Paulo             | 4 (1991, 1992, 2013 e 2014) | [ 5 ] |
| São Paulo         | Seleção de Votorantim | —                           | [ 5 ] |

## Primeira fase
Pelo grupo A, o atual bicampeão São Paulo enfrentou o Atlético Mineiro no jogo inaugural da edição em 15 de janeiro, sendo derrotado por 2 a 0. No dia seguinte, o Coritiba venceu a equipe de Votorantim, assumindo a segunda colocação no grupo ao final da primeira rodada. No entanto, a derrota para o Atlético na segunda rodada, combinada com a goleada do São Paulo sobre Votorantim, fez com que o clube paranaense perdesse a posição. Na última rodada, o São Paulo venceu o Coritiba e garantiu a classificação. O Atlético Mineiro terminou como líder do grupo.
No grupo B, o Corinthians venceu os dois primeiros jogos e garantiu a liderança ao empatar com o Figueirense na última rodada. O clube catarinense terminou na segunda colocação com cinco pontos.
Os grupos C e D apresentaram uma classificação mais equilibrada. Cruzeiro e Flamengo se classificaram em primeiro lugar em seus respectivos grupos, enquanto Bahia e Grêmio disputaram a segunda colocação no grupo C, e Botafogo e Palmeiras fizeram o mesmo no grupo D. O clube baiano conseguiu vencer na última rodada e igualar o número de pontos com o adversário gaúcho, mas acabou ficando em desvantagem devido ao saldo de gols. O clube carioca, por sua vez, perdeu na última rodada e foi superado pelo adversário paulista na classificação.

## Fases finais
Os dois primeiros jogos das quartas de final foram disputados em 20 de janeiro e resultaram nas classificações de Flamengo e Grêmio. Esta fase ficou marcada pelas decisões nos pênaltis, com três dos quatro confrontos terminando empatados. Além dos clubes mencionados, o Figueirense também se classificou. O único clube a vencer o jogo foi o Corinthians, que derrotou o rival Palmeiras pelo placar mínimo.
Com os resultados da fase anterior, as semifinais foram definidas com os confrontos entre Figueirense e Grêmio, e Corinthians e Flamengo. O primeiro jogo a ser disputado foi entre o clube gaúcho e o catarinense, que, assim como na fase anterior, terminou empatado, com o Grêmio avançando após a decisão nos pênaltis. Mais tarde, o Flamengo venceu o Corinthians por 2 a 0, garantindo a classificação para a decisão da competição.
Em 25 de janeiro, Flamengo e Grêmio disputaram a final do torneio no estádio Domênico Paolo Metidieri. O clube carioca venceu por 1 a 0, com um gol de Joarley.
|  | Quartas de final | Quartas de final |             |       | Semifinais | Semifinais |  |  | Final | Final |
|  |                  |                  |             |       |            |            |  |  |       |       |
|  |                  |                  |             |       |            |            |  |  |       |       |
|  |                  |                  |             |       |            |            |  |  |       |       |
|  | Atlético Mineiro | 2 (3)            |             |       |            |            |  |  |       |       |
|  | Atlético Mineiro | 2 (3)            |             |       |            |            |  |  |       |       |
|  | Grêmio (p.)      | 2 (4)            |             |       |            |            |  |  |       |       |
|  | Grêmio (p.)      | 2 (4)            | Grêmio (p.) | 1 (5) |            |            |  |  |       |       |
|  |                  |                  | Grêmio (p.) | 1 (5) |            |            |  |  |       |       |
|  |                  | Figueirense      | 1 (4)       |       |            |            |  |  |       |       |
|  | Cruzeiro         | Figueirense      | 1 (4)       | 0 (1) |            |            |  |  |       |       |
|  | Cruzeiro         |                  |             | 0 (1) |            |            |  |  |       |       |
|  | Figueirense (p.) | 0 (4)            |             |       |            |            |  |  |       |       |
|  | Figueirense (p.) | 0 (4)            | Grêmio      | 0     |            |            |  |  |       |       |
|  |                  |                  | Grêmio      | 0     |            |            |  |  |       |       |
|  |                  | Flamengo         | 1           |       |            |            |  |  |       |       |
|  | Flamengo (p.)    | Flamengo         | 1           | 1 (4) |            |            |  |  |       |       |
|  | Flamengo (p.)    |                  |             | 1 (4) |            |            |  |  |       |       |
|  | São Paulo        | 1 (1)            |             |       |            |            |  |  |       |       |
|  | São Paulo        | 1 (1)            | Flamengo    | 2     |            |            |  |  |       |       |
|  |                  |                  | Flamengo    | 2     |            |            |  |  |       |       |
|  |                  | Corinthians      | 0           |       |            |            |  |  |       |       |
|  | Corinthians      | Corinthians      | 0           | 1     |            |            |  |  |       |       |
|  | Corinthians      |                  |             | 1     |            |            |  |  |       |       |
|  | Palmeiras        | 0                |             |       |            |            |  |  |       |       |
|  | Palmeiras        | 0                |             |       |            |            |  |  |       |       |

- As equipes classificadas estão em negrito.